# Elezioni parlamentari in Finlandia del 1970
Le elezioni parlamentari in Finlandia del 1970 si tennero il 15 e il 16 marzo per il rinnovo dell'Eduskunta. Esse hanno visto la vittoria del Partito Socialdemocratico Finlandese; a seguito dell'esito elettorale, Ministro capo è divenuto Ahti Karjalainen.

## Risultati
| Liste                                                           | Voti      | %     | Seggi |
| --------------------------------------------------------------- | --------- | ----- | ----- |
| Partito Socialdemocratico Finlandese                            | 594 185   | 23,43 | 52    |
| Partito di Coalizione Nazionale                                 | 457 582   | 18,05 | 37    |
| Partito di Centro Finlandese                                    | 434 150   | 17,12 | 36    |
| Lega Democratica Popolare Finlandese                            | 420 556   | 16,58 | 36    |
| Partito Rurale Finlandese                                       | 265 939   | 10,49 | 18    |
| Partito Popolare Liberale                                       | 150 823   | 5,95  | 8     |
| Partito Popolare Svedese                                        | 135 465   | 5,34  | 11    |
| Lega Socialdemocratica dei Lavoratori e dei Piccoli Proprietari | 35 453    | 1,40  | –     |
| Lega Cristiana Finlandese                                       | 28 547    | 1,13  | 1     |
| Altri                                                           | 13 082    | 0,52  | 1     |
| Totale                                                          | 2 535 782 | 100   | 200   |